# Gullbergsbron
Gullbergsbron var en bro över Gullbergsån i Göteborg. Den förband Redbergsvägen med Gullbergsbrogatan, cirka 150 meter sydväst om Olskroken. Namnet kommer av närheten till Gullbergs fäste, som var ett äldre namn på platsen för Skansen Lejonet.
Den första bron på platsen var en välvd stenbro, men när den kom till är oklart. Den var uttjänt 1860 och ersattes då av en ny välvd bro av sandsten. Bron reparerades ofta på grund av den allt tyngre trafiken. Tiden innan bron revs 1939 förbjöds lastbilstrafik och spårvagnarna tilläts inte samtidigt passera över bron. Den 11 september 1941 öppnades den nya Gullbergsbron spårvagnstrafik, och för biltrafik den 1 november. Den var 16 meter lång, 18,5 meter bred och låg tre meter över ån. På sidorna fanns gångbanor, tre meter breda. De omvälvande gatu- och trafikomläggningar på 1960-talet och skapandet av Olskroksmotet, krävde att Gullbergsbron revs och under Gullbergsbrogatan leddes ån i en kulvert ut till Göta älv. 